# Rhinogobius reticulatus
Rhinogobius reticulatus es una especie de pez de la familia de los Gobiidae en el orden de los Perciformes.

## Morfología
- Número de  vértebras: 26-27.[1]

## Hábitat
Es un pez de Agua dulce, de clima tropical y demersal.

## Distribución geográfica
Se encuentran en Asia: Fujian (la China ).

## Observaciones
Es inofensivo para los humanos.